# Goryphus definis
Goryphus definis är en stekelart som först beskrevs av Tosquinet 1903.  Goryphus definis ingår i släktet Goryphus och familjen brokparasitsteklar. Inga underarter finns listade i Catalogue of Life.